# Tylochromis variabilis
Tylochromis variabilis е вид бодлоперка от семейство Цихлиди (Cichlidae). Видът не е застрашен от изчезване.

## Разпространение
Разпространен е в Демократична република Конго, Замбия, Камерун и Централноафриканска република.